# Sabulodes wygodzinskyi
Sabulodes wygodzinskyi là một loài bướm đêm trong họ Geometridae.